# Melicope glabra
Melicope glabra är en vinruteväxtart som först beskrevs av Carl Ludwig von Blume, och fick sitt nu gällande namn av Thomas Gordon Hartley. Melicope glabra ingår i släktet Melicope och familjen vinruteväxter. Inga underarter finns listade i Catalogue of Life.